# 江苏经贸职业技术学院
江苏经贸职业技术学院，是位于江苏省南京市的一所公办普通专科职业高校，前身是中华人民共和国成立后独立创办商科教育的初始——苏南商业学校。
学院拥有江宁校区和光华校区。

## 历史

### 江苏省商业学校
- 1952年，建立苏南商业学校。
- 1953年，改名江苏省镇江商业学校。
- 1955年，迁往扬州，改名江苏省扬州商业学校。
- 1965年，改名江苏省商业学校。

### 江苏商业管理干部学院
- 1953年，在镇江创办省国营商业干部训练班。
- 1953年，迁往扬州。
- 1957年，迁往南京，建立江苏省商业干部学校。
- 1958年，扩建为江苏商学院。
- 1960年，恢复为省商业干部学校。
- 1983年，成立江苏商业管理干部学院，是全国范围内较早的管理干部学院。

### 合并
- 1987年，江苏省商业学校迁至南京，江苏省商业学校与江苏商业管理干部学院合署办学。
- 2002年，江苏商业管理干部学院和江苏省商业学校合并为江苏经贸职业技术学院。

## 专业设置
- 工商管理系
- 艺术设计系
- 贸易经济系
- 会计系
- 信息技术系
- 人文社会科学系
- 应用外语系
- 旅游管理系
- 欧普软件人才培训基地
- 体育系
- 工程技术学院
- 继续教育学院
- 国际教育学院
- 老年产业管理学院
- 五年制高职部